# Admontite
L'admontite est un minéral très rare, borate de composition chimique MgB6O10 · 7H2O ou dans la formule structurelle chimique cristalline d'après Strunz Mg[B6O10]7H2O. L'admontite est chimiquement un borate de magnésium hydraté.
Elle cristallise dans le système monoclinique et les cristaux sont peu développés ou corrodés, jusqu'à environ 1 mm, allongés selon [001], aplatis parallèlement à {100}, généralement incolores et transparents d'éclat vitreux. En raison de la réfraction multiple due à des défauts de maillage ou polycristallin, le minéral peut également paraître blanc
Avec une dureté de 2 à 3 sur l'échelle de Mohs, l'admontite est tendre, comme le plâtre (dureté 2) ou la calcite (dureté 3), rayable avec l'ongle ou une pièce de cuivre.

## Histoire
L'admontite, ainsi que trois autres minéraux contenant du bore, ont été découverts pour la première fois dans la mine à ciel ouvert Schildmauer , un gisement de gypse et d'anhydrite exploité jusqu'en 1980 près d'Admont, dans le land de Styrie en Autriche. Les minéraux ont été sommairement décrits dès 1976, mais sans les nommer car en raison de la difficulté de l'analyse chimique, toutes les données nécessaires à une description complète n'étaient pas disponibles.
Après que la composition chimique de l'admontite ait pu être clarifiée, le minéralogiste allemand Kurt Walenta (de) soumet ses résultats d'analyse et le nom, faisant référence à sa localité type, à l'IMA en 1978 qui l'a reconnue comme espèce minérale indépendante. La première description a été publiée par Walenta l'année suivante dans la revue spécialisée Tschermaks Mineralogical and Petrographic Communications (TMPM).

## Classification
L'admontite n'ayant été reconnue comme minéral qu'en 1978, elle n'est pas encore répertoriée dans la 8e édition de la classification de Strunz, datant de 1977 mais figure dans d'autres systèmes de classement. 
La 9e édition de la classification, à partir de 2001 et mise à jour par l'Association Internationale de Minéralogie jusqu'en 2009, classe l'admontite avec l'étiquette 6.FA.15, dans la classe indépendante des « borates » et plus précisément des « hexaborates ». le classement est affiné en fonction de la structure cristalline, et elle peut être finalement trouvée dans le groupe structurel « nésohexaborates », dont elle est le seul membre.
La classification de Dana, utilisée principalement dans le monde anglo-saxon, place l'admontite, comme la classification du lapis, dans la classe commune des « carbonates, nitrates et borates », mais là dans la division et subdivision déjà plus finement divisée des le même nom de « borates contenant de l'eau avec hydroxyle ou halogène », comme le seul membre du groupe anonyme du 26/06/03.

## Chimie
La composition théorique de l'admontite (MgB6O10 · 7H2O), d'une masse molaire de 375,27 gm, se décompose en 6,48 % de magnésium (Mg), 17,28 % de bore (B), 72,48 % d'oxygène (O) et 3,76 % d'hydrogène (H), avec comme oxydes MgO, B2O3 et H2O.
Elle se décompose lentement dans l'eau. Lorsqu'elle est chauffée, elle perd une partie de son eau de cristallisation en-dessous de 100 °C et le reste entre 150 et 350 °C.

## Structure cristalline
L'admontite cristallise de manière monoclinique dans le groupe d'espace P21/c (groupe n°14) avec les paramètres de réseau a = 12,66 Å ; b = 10,09 Å ; c = 11,32 Å et β = 109,6° ainsi que 4 unités de formule par cellule unitaire.
Sa structure cristalline se compose de trois anneaux B[3]B2[4] à trois chaînons reliés les uns aux autres via un atome d'oxygène central. Des atomes de magnésium à six coordonnées relient ces unités structurelles pour former des chaînes parallèles à l'axe c.

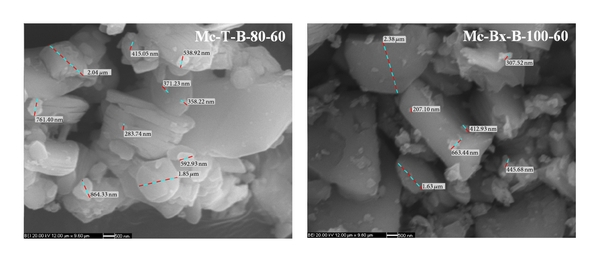
Vue MEB de la surface et taille des particules des minéraux d'admontite.

## Formation et gisements
L'admontite s'est formée dans un dépôt de gypse et peut y être trouvée en paragenèse avec lui. C'est donc une évaporite pré-biotique déposée (par évaporation) à l’émergence des premières croûtes continentales sèches, avec la présence probable de vastes mers intérieures, à partir de l’éon hadéen. Le temps de dépôt a été relativement plus long par rapport à celui des halogénures et des sulfates.
Les autres minéraux associés comprennent l'anhydrite, l'eugstérite, l'hexahydrite, le löweïte, la pyrite et le quartz.
La mine Schildmauer, sa localité type, en est toujours (en 2024) le seul gisement connu.